# Genfergasse (Bern)

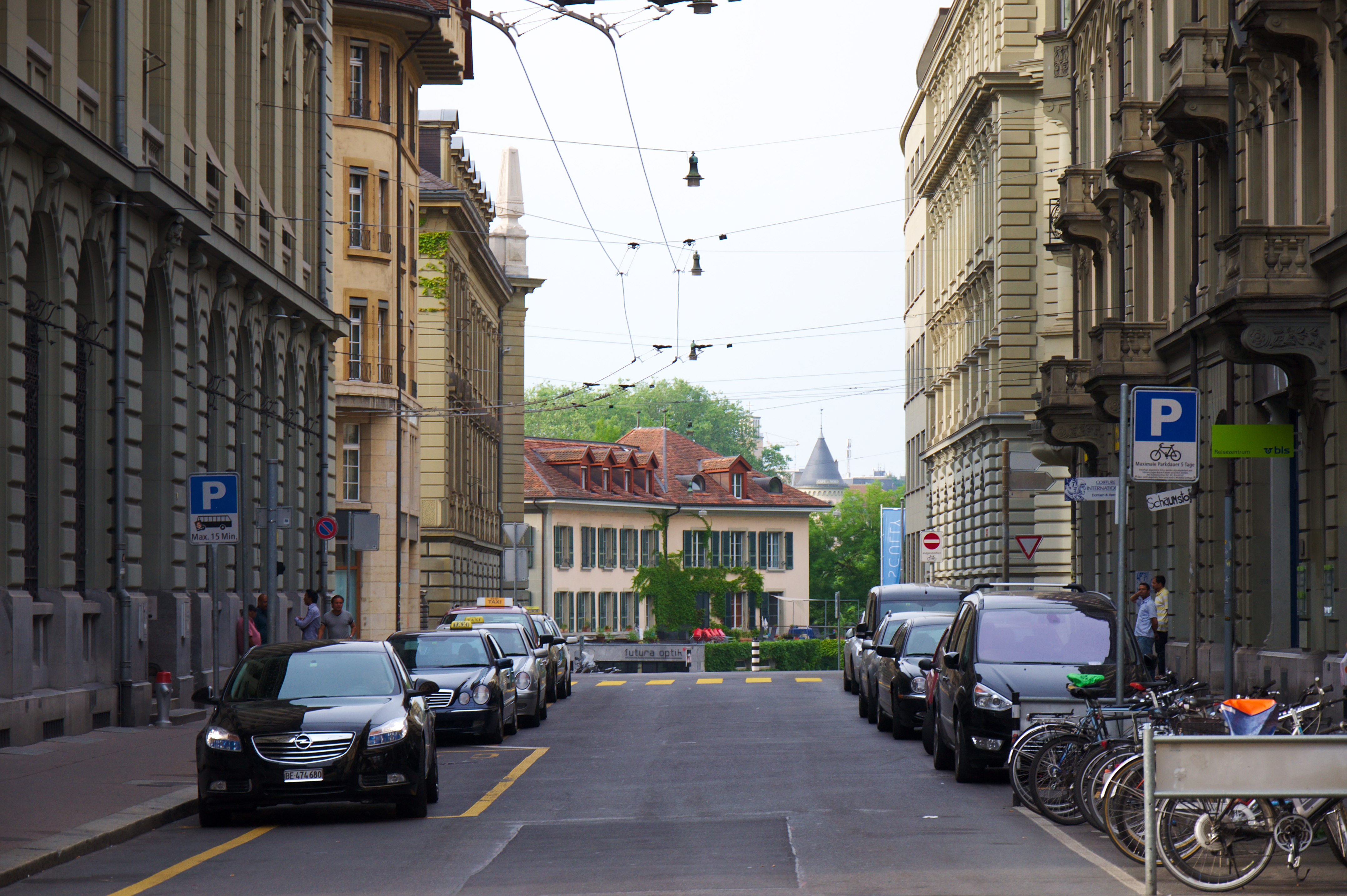
Die Genfergasse in Bern

Die Genfergasse ist eine in der Stadt Bern (Schweiz) gelegene Strasse.

## Lage
Die Genfergasse mündet im Norden in die Hodlerstrasse, im Süden in die Neuengasse und im Westen ins Bollwerk. Sie kreuzt sich mit der Speichergasse und der Aarbergergasse.

## Geschichte
Die seit dem Bau der 4. Stadtbefestigung in der Mitte des 14. Jahrhunderts bestehende Gasse hiess bis 1830, als die Türme geschleift wurden, An der Ringmauer. In der Folge hiess der Teil nördlich der Aarbergergasse Anatomiegässchen nach der Anatomie, die 1834/35 unter Einbezug des Kohlerturmes erbaut worden war, von 1882 bis 1903 hiess dieser Teil Anatomiegasse. Der Teil südlich der Aarbergergasse hiess von 1830 bis 1903 Inneres Bollwerk. 1903 wurde die Gasse umgestaltet, und am 28. Januar 1903 benannte sie der Gemeinderat Genfergasse und antwortete damit auf die Rue de Berne, die die Stadt Genf kurz zuvor benannt hatte.

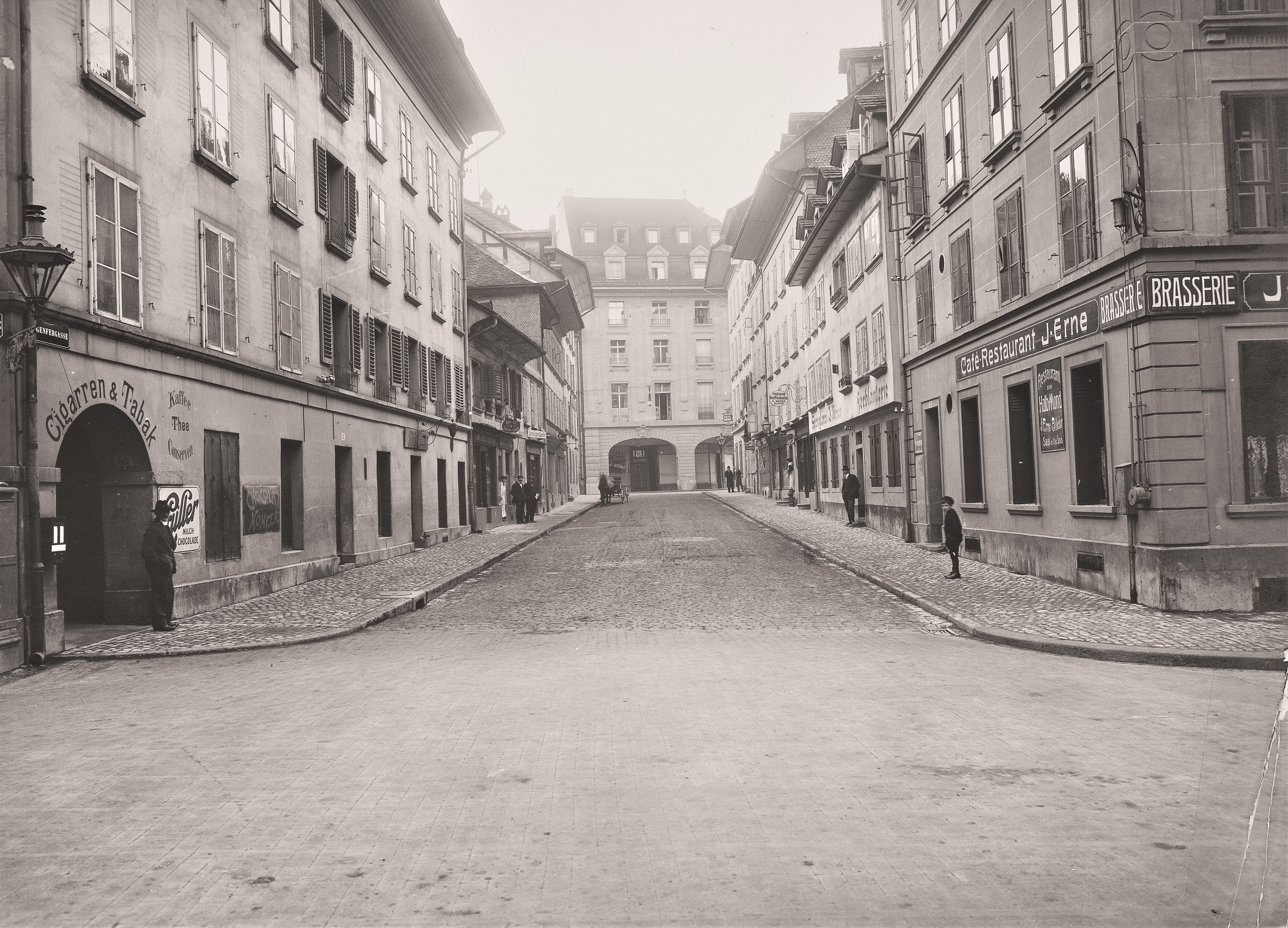
Die Genfergasse im Jahr 1917